# Twardy Róg
Twardy Róg – wieś w Polsce położona w województwie podlaskim, w powiecie augustowskim, w gminie Augustów. Leży na zachodnim krańcu Puszczy Augustowskiej. Twardy Róg leży w pobliżu zachodniego brzegu objętego rezerwatem jeziora Kolno. Wieś powstała w 1757 roku, jako osada strzelecka (źródło Archiwum Główne Akt Dawnych w Warszawie) założona przez Jana Koronkiewicza.
Siedziba Jamińskiego Zespołu Indeksacyjnego.
W latach 1975–1998 miejscowość należała administracyjnie do województwa suwalskiego.
Razem z miejscowością Komaszówka tworzy sołectwo Komaszówka.